# Norris City
Norris City – wieś w Stanach Zjednoczonych, w stanie Illinois, w hrabstwie White.